# Бейт-Джала
Бейт-Джала (араб. بيت جالا) — місто у Палестині у провінції Вифлеєм на Західному березі річки Йордан. Місто розташоване за 10 км на південь від Єрусалима, на захід від Хевронської дороги, навпроти Вифлеєма. Станом на 2007 рік населення міста складало 11 758 мешканців, за даними Палестинського центрального бюро статистики, проживають переважно палестинські християни (близько 75 %).

## Релігійне життя
Оскільки населення міста переважно християнське, у місті є два храми: Церква Миколая Чудотворця та Церква Георгія Побідоносця. Враховуючи безпосередню близькість до Вифлеєму та Єрусалиму, у готелях міста часто зупиняються туристи та християнські паломники.

## Спорт
У Бейт-Джала є регбійний клуб Beit Jala Lions, команда якого складається з жителів міста.